# Los Rusios
Los Rusios är en ort i Mexiko.   Den ligger i kommunen Tamazula de Gordiano och delstaten Jalisco, i den södra delen av landet, 400 km väster om huvudstaden Mexico City. Los Rusios ligger 1 241 meter över havet och antalet invånare är 110.
Terrängen runt Los Rusios är huvudsakligen kuperad. Los Rusios ligger nere i en dal. Runt Los Rusios är det ganska glesbefolkat, med 27 invånare per kvadratkilometer. Närmaste större samhälle är Tamazula de Gordiano, 12,1 km nordväst om Los Rusios. I omgivningarna runt Los Rusios växer huvudsakligen savannskog.